# Kościół Matki Boskiej Gromnicznej w Siemiechowie
Kościół Matki Boskiej Gromnicznej – drewniany rzymskokatolicki kościół parafialny pw. Matki Boskiej Gromnicznej, zbudowany na przełomie XV i XVI w., znajdujący się w miejscowości Siemiechów.
Kościół włączono do małopolskiego Szlaku Architektury Drewnianej. Jest jednym z ciekawszych przykładów gotyckiej architektury drewnianej na tych terenach.

## Historia
Pierwsza wzmianka o kościele w Siemiechowie pochodzi z 1440. Obecnie istniejący powstał na przełomie XV i XVI w. Pod koniec XVI w. dobudowano wieżę, rozebrano ją w 1922. Prawdopodobnie w 1585 był odnawiany. W 1643 wnętrze ozdobiono polichromią autorstwa Łukasza Wadowskiego, która w XIX w. została częściowo usunięta i zakryta nowymi malowidłami. Około 1678 odbudowano zakrystię zniszczoną pożarem. W końcu XVIII w. przybudowano murowaną kaplicę. W latach 1955–56 kościół został odnowiony, ze stanu niemal ruiny. Wykonano fundamenty, wyremontowano ściany, dach, położono nowe pokrycie i wzniesiono nowe kruchty. W czasie ostatniego remontu w latach 2013–17 wykonano ratunkowe prace zabezpieczające konstrukcję kościoła.

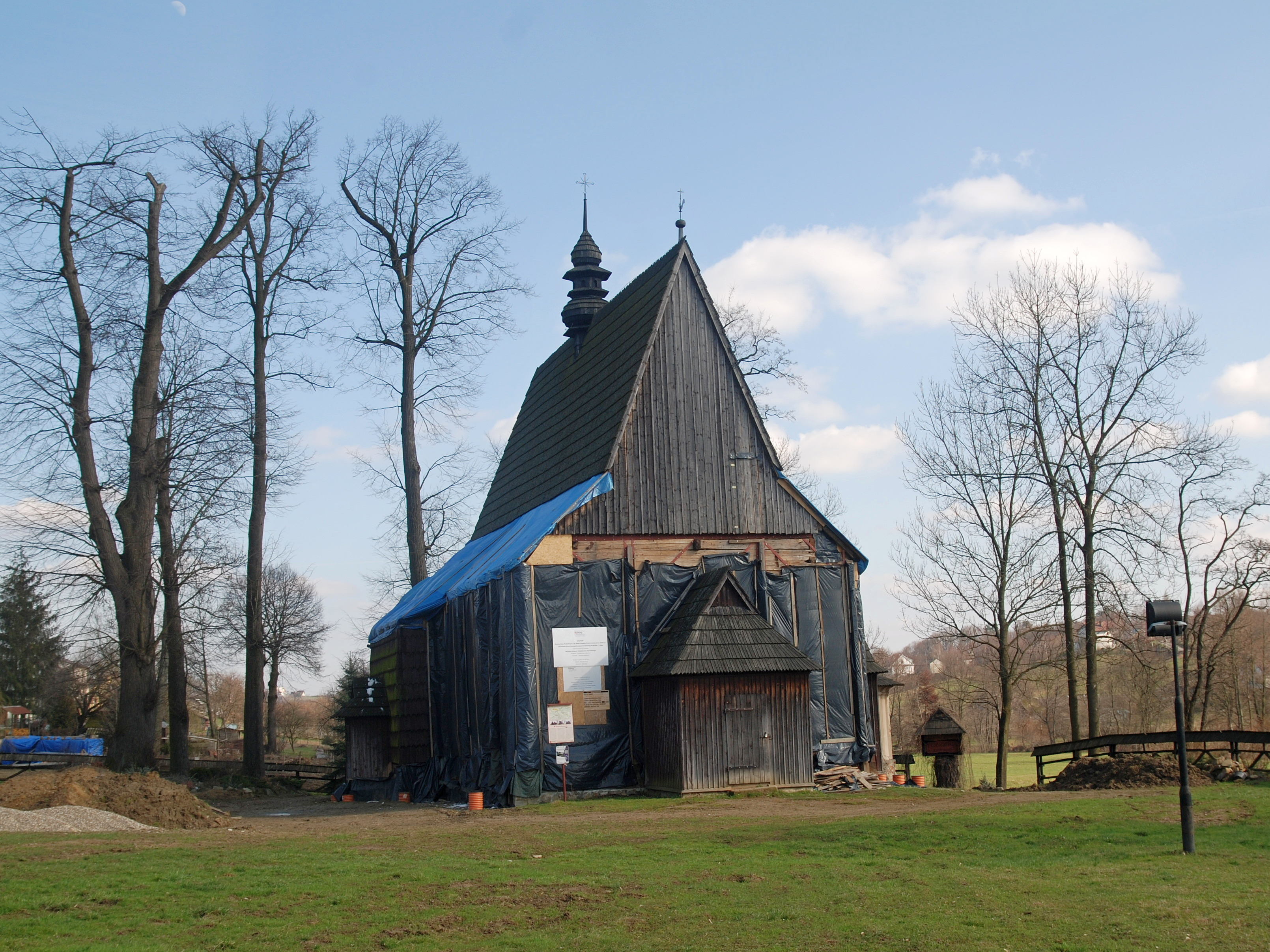
2016
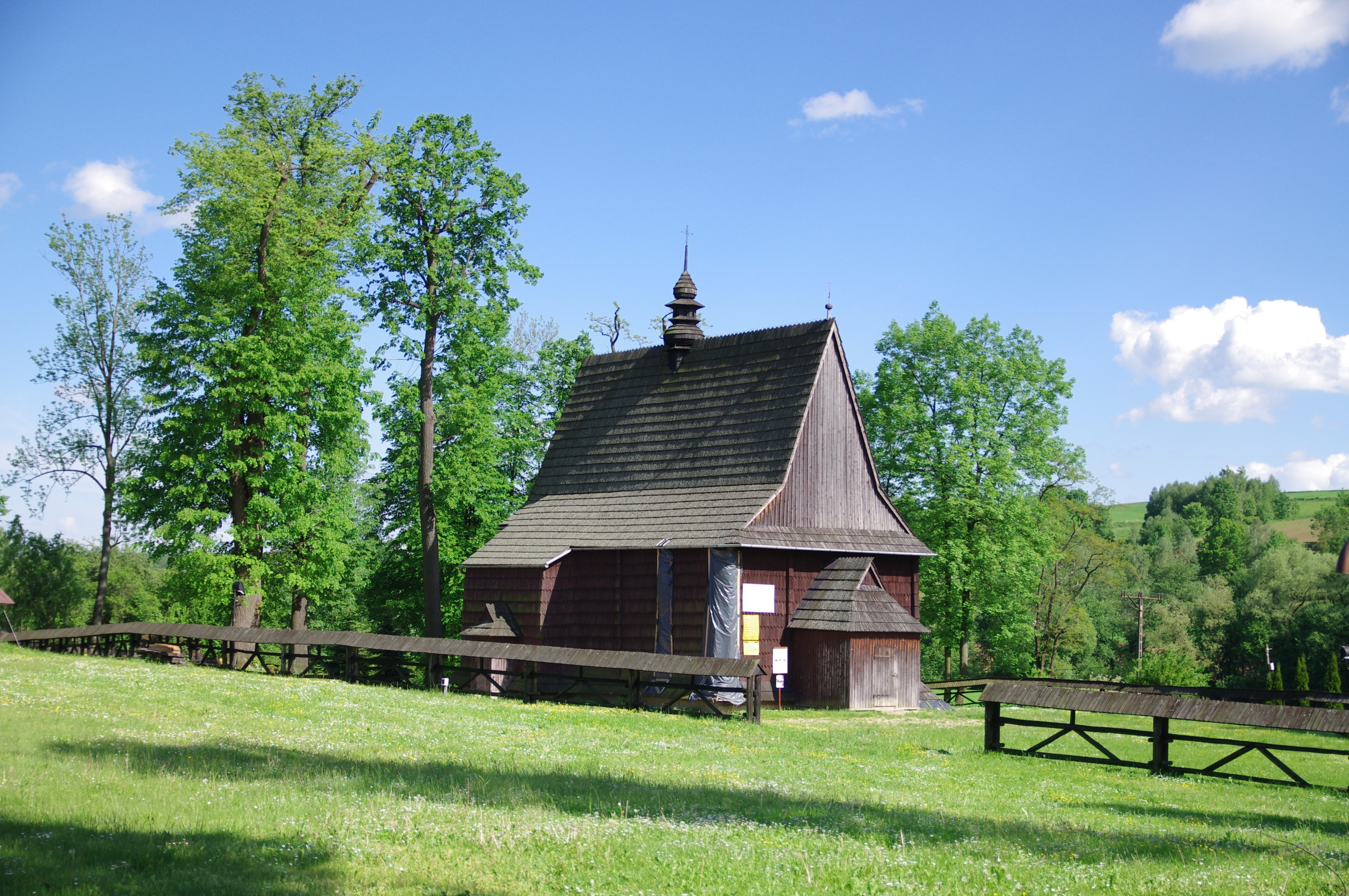
2014
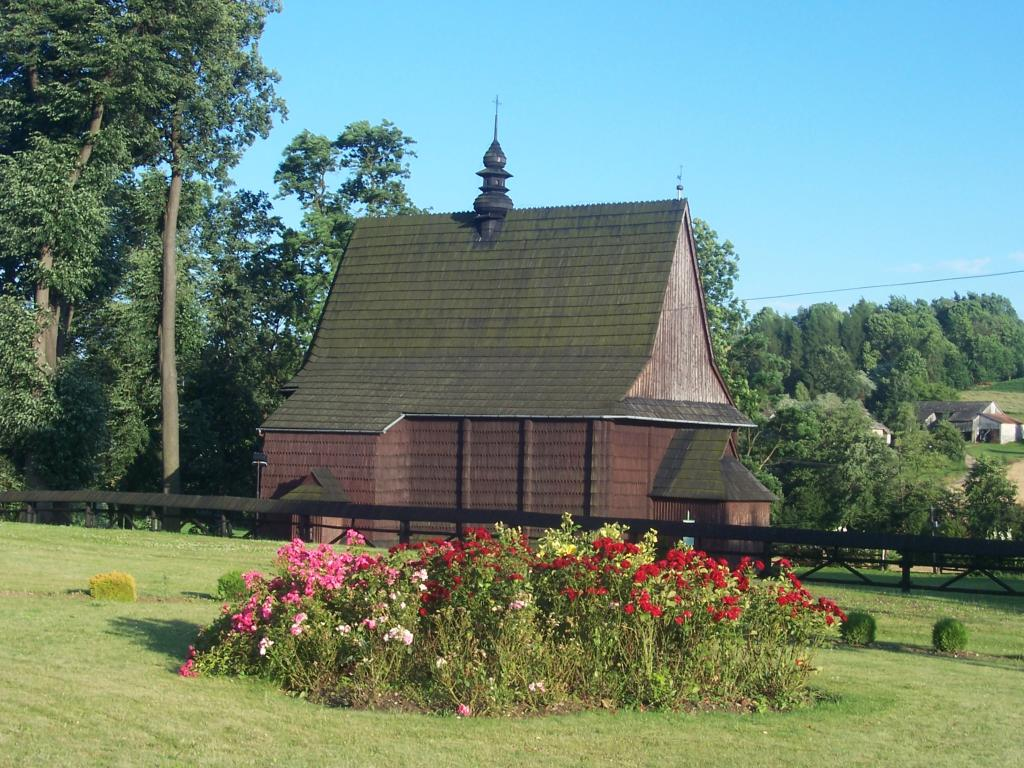
2007

## Architektura i wyposażenie
Kościół to budowla drewniana, konstrukcji zrębowej, orientowany, jednonawowy. Prezbiterium mniejsze od nawy, zamknięte trójbocznie z boczną zakrystią od północy i dużą kwadratową murowaną, późnobarokową kaplicą od południa. Nawa, szersza od prezbiterium, z dwoma kruchtami. Dach jednokalenicowy zbudowany w systemie więźbowo–zaskrzynieniowym z wieżyczką na sygnaturkę nad nawą, kryty gontem. Kaplica o ściętych narożach, nakryta dachem namiotowym.
Wnętrze nakryte stropami płaskimi, w nawie z zaskrzynieniami. Zachowały się elementy późnogotyckich detali: portale zwieńczone łukami oślego grzbietu w nawie i prezbiterium oraz fragmenty polichromii z XVI i XVII w. Większość wyposażenia przeniesiono w 1953 do nowego kościoła, pozostały jedynie:
- renesansowa szafka na oleje z XV w.
- gotycka chrzcielnica kamienna
- organy  5-głosowe z 1880 lub 1889
- ambona z XVIII w.

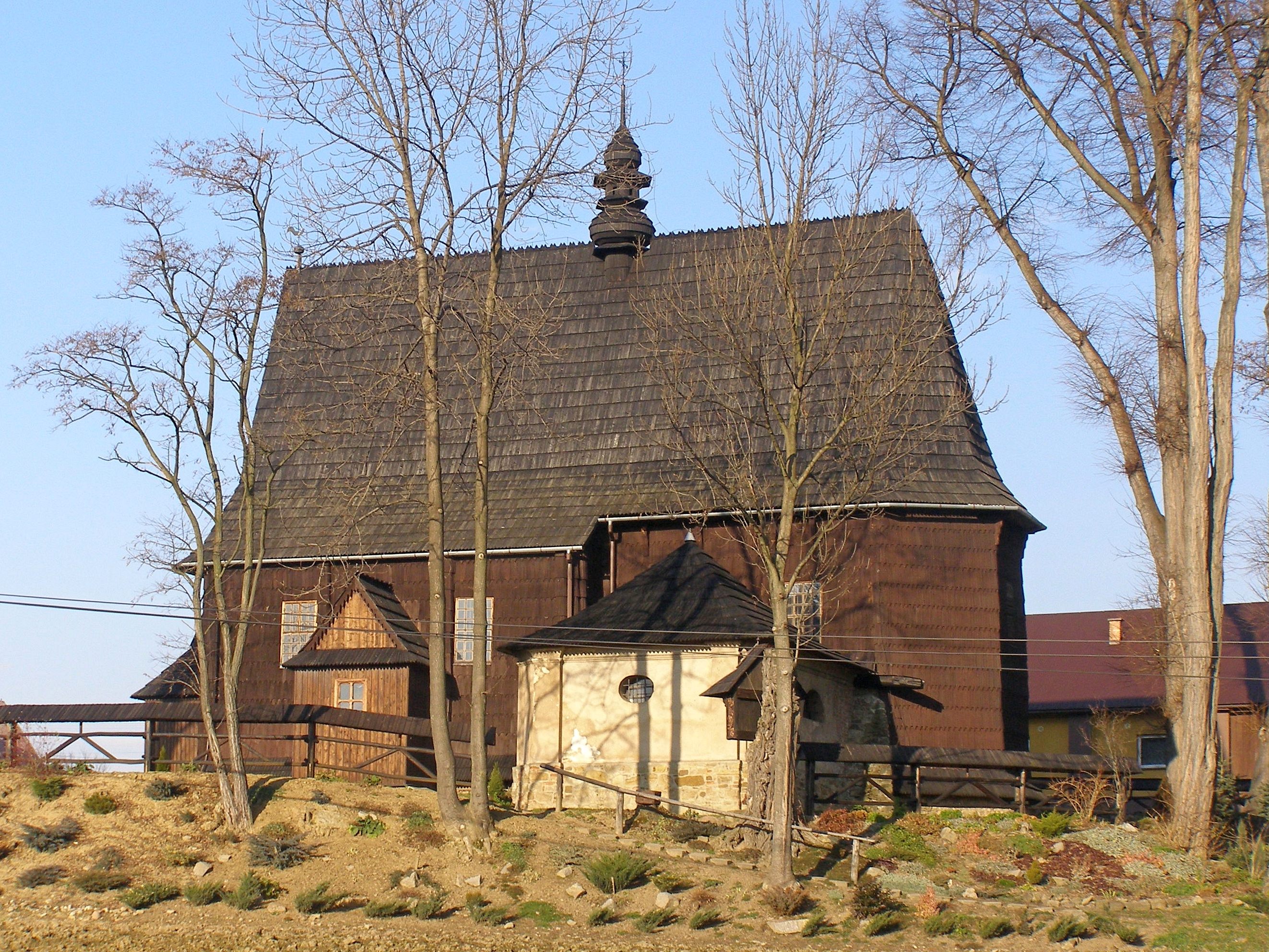
2006
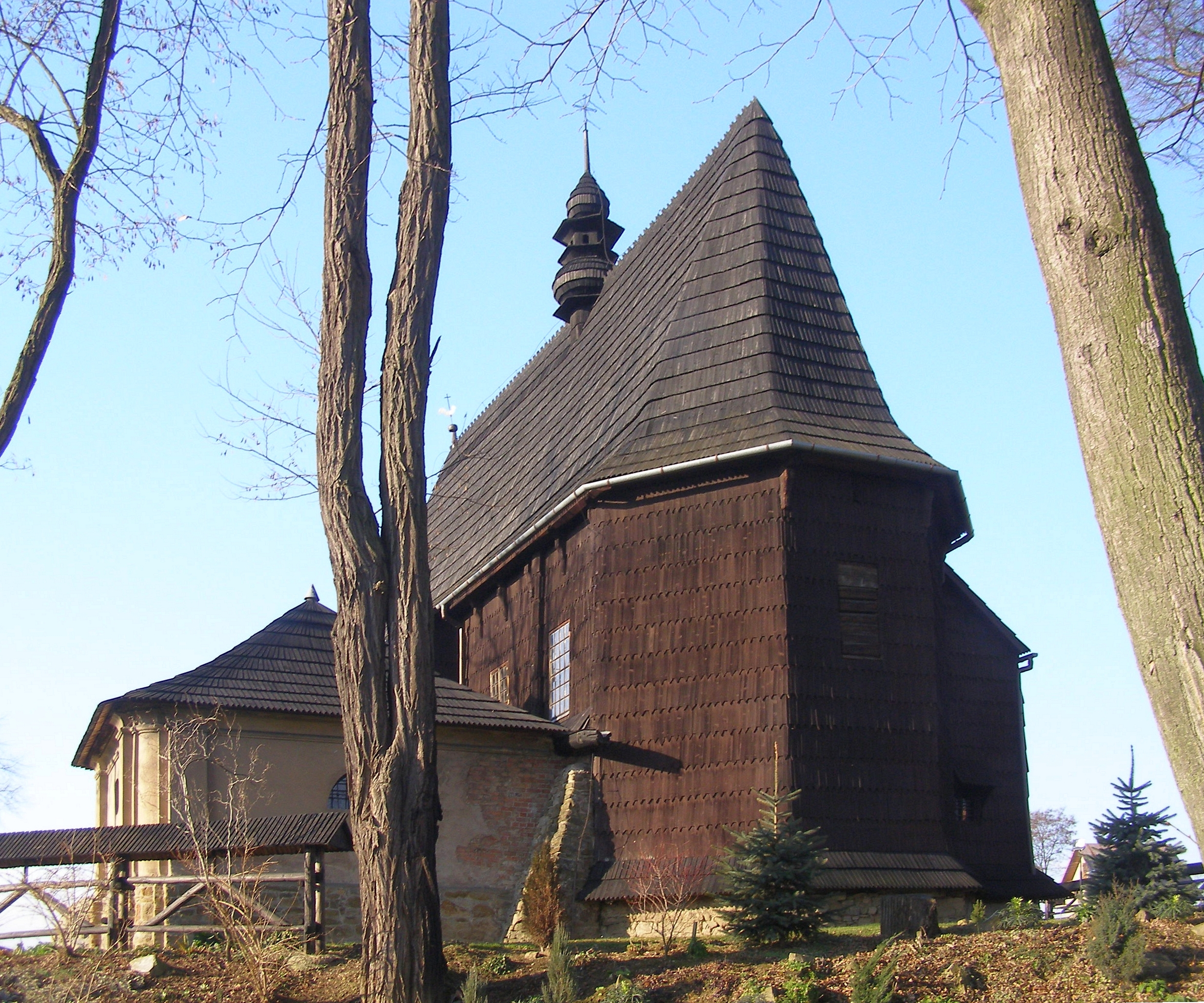
2006
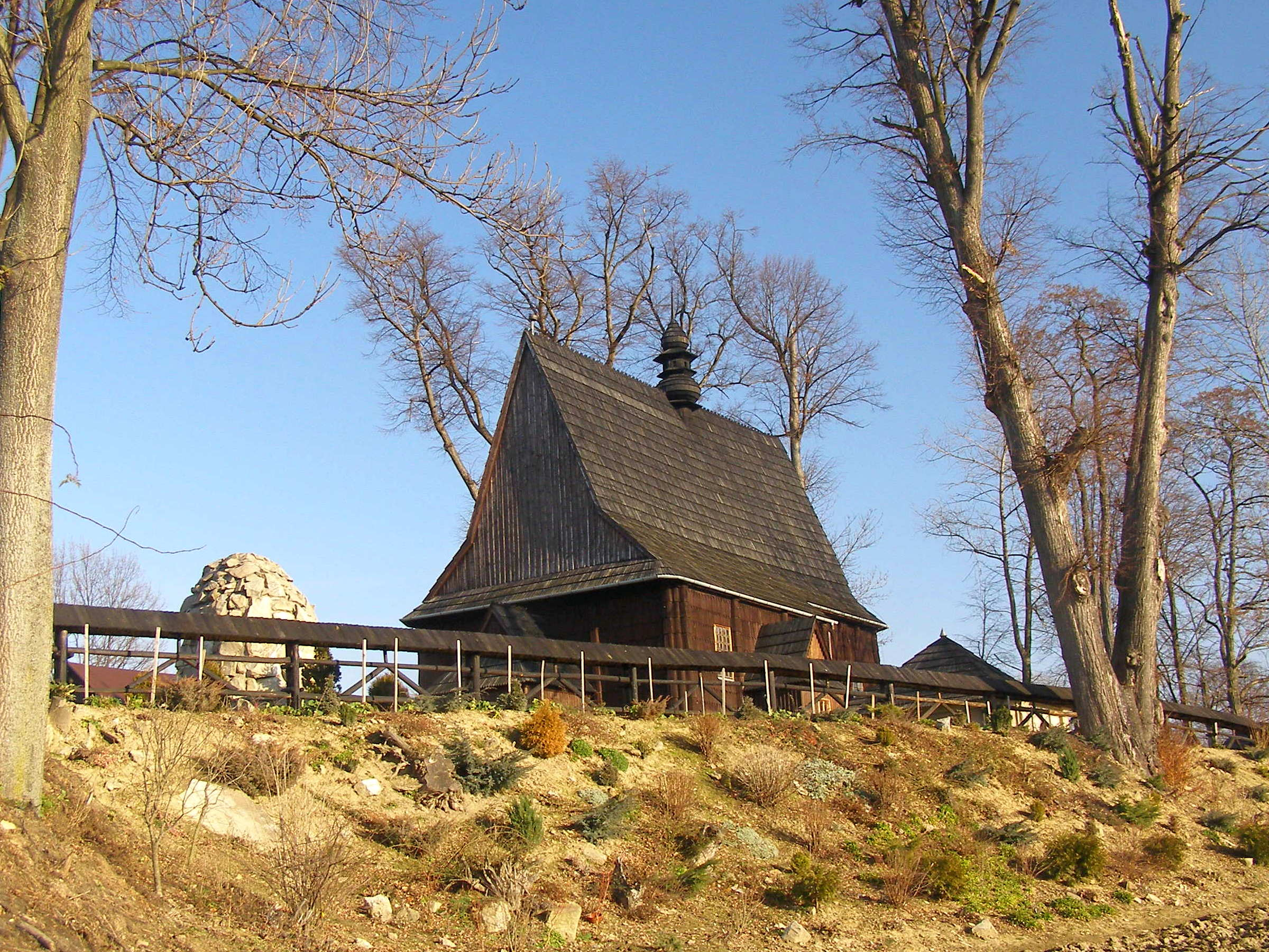
2006

## Otoczenie
Kościół otoczony ogrodzeniem drewnianym z daszkiem gontowym.